# Prefektura Shimane
Prefektura Shimane (jap. 島根県 Shimane-ken) – prefektura znajdująca się w regionie Chūgoku w Japonii. Jej stolicą jest miasto Matsue.

## Historia

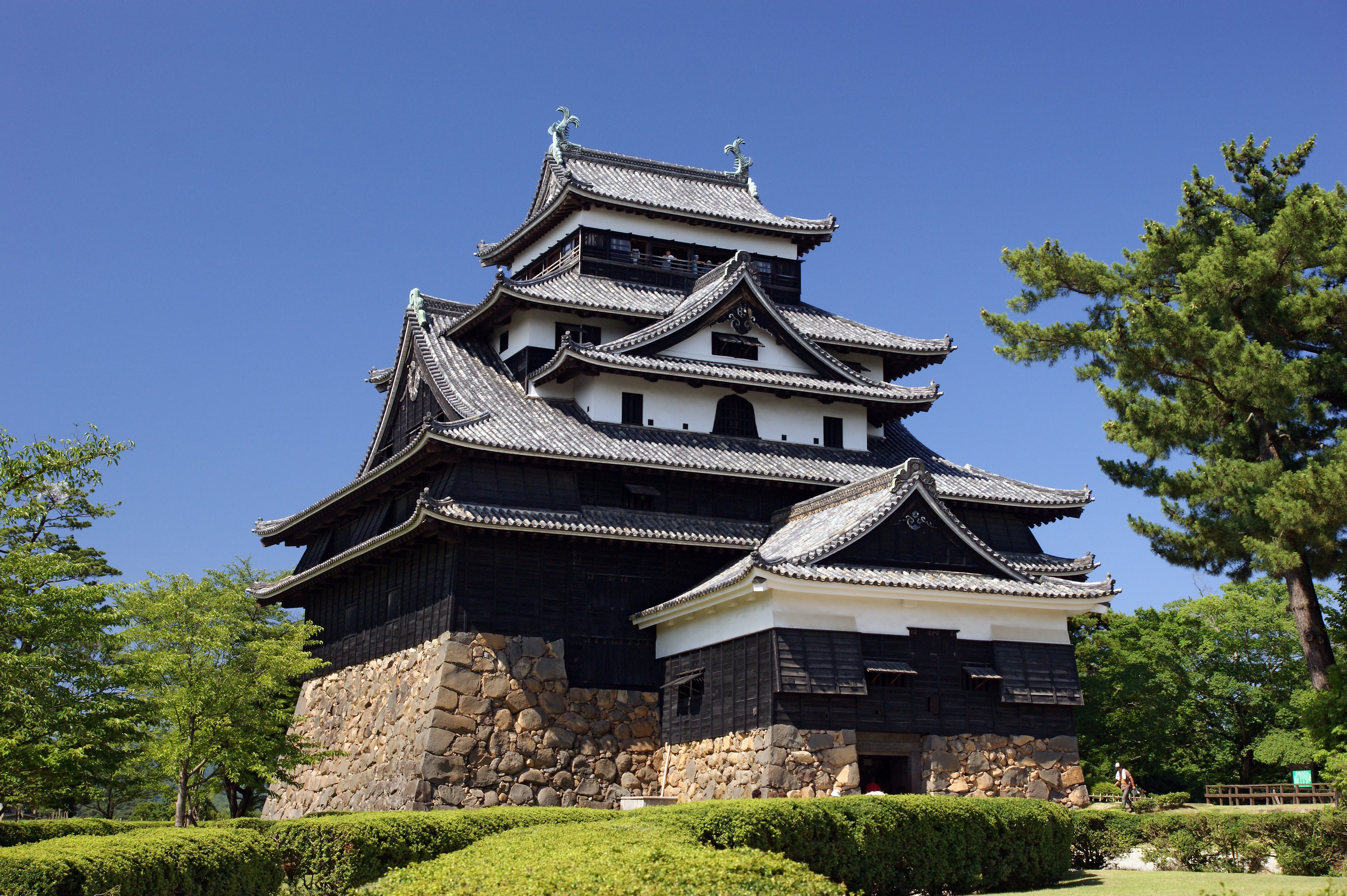
Zamek Matsue

### Wczesna historia
Początków historii Shimane należy doszukiwać się w japońskiej mitologii. Wierzono, że bóg shintō Ōkuninushi żył w prowincji Izumo, obecnie wschodniej części Shimane. W mieście Izumo znajduje się świątynia ku jego czci. W tym okresie prefektura Shimane została podzielona na trzy części: Iwami, Izumo i Oki. Podział obowiązywał do czasu zniesienia systemu hanów przez rząd cesarza Meiji w 1871 roku.

### Średniowiecze
W okresie Muromachi Izumo i Oki znajdowały się pod kontrolą klanu Kyōgoku. Jednak po zakończeniu wojny Ōnin klan Amago rozszerzył swoje wpływy poprzez zamek Gassan-Toda. W 1566 r. Motonari Mōri zdobył: Izumo, Iwami i Oki. Jednak po 30 latach wpływów w 1600 r. w wyniku bitwy pod Sekigaharą utracił je na rzecz Yoshiharu Horio. Zaraz po zwycięstwie Horio zadecydował o budowie zamku Matsue, który ukończono tuż po jego śmierci. W 1638 r. wnuk Ieyasu Tokugawy, Naomasa Matsudaira, przejął władzę w momencie, gdy klan Horio nie miał już przywódcy. Rodzina Matsudairy rządziła, aż do zniesienia systemu hanów. W XVII wieku rozpoczęto wydobycie srebra w kopalni Iwami Ginzan, aktualnie znajdującej się na liście światowego dziedzictwa UNESCO.

### Nowożytność
Pięć lat po likwidacji systemu hanów dawne Shimane i Hamada weszły w skład prefektury Shimane, a jeszcze w tym samym roku do prefektury dołączono prowincję Tottori. Jednak pięć lat później prefektura Tottori odłączyła się od Shimane, formując tym samym istniejącą do dziś granicę.

## Geografia
Prefektura Shimane usytuowana jest nad Morzem Japońskim w regionie Chūgoku. Obejmuje głównie tereny górzyste, ryż jest uprawiany głównie na polach w okolicach miasta Izumo. Większość miast jest usytuowanych nad morzem lub nad rzekami. Na skutek działania władz wiele miast połączyło się w większe ośrodki pomiędzy 2004 a 2005 rokiem.

### Miasta

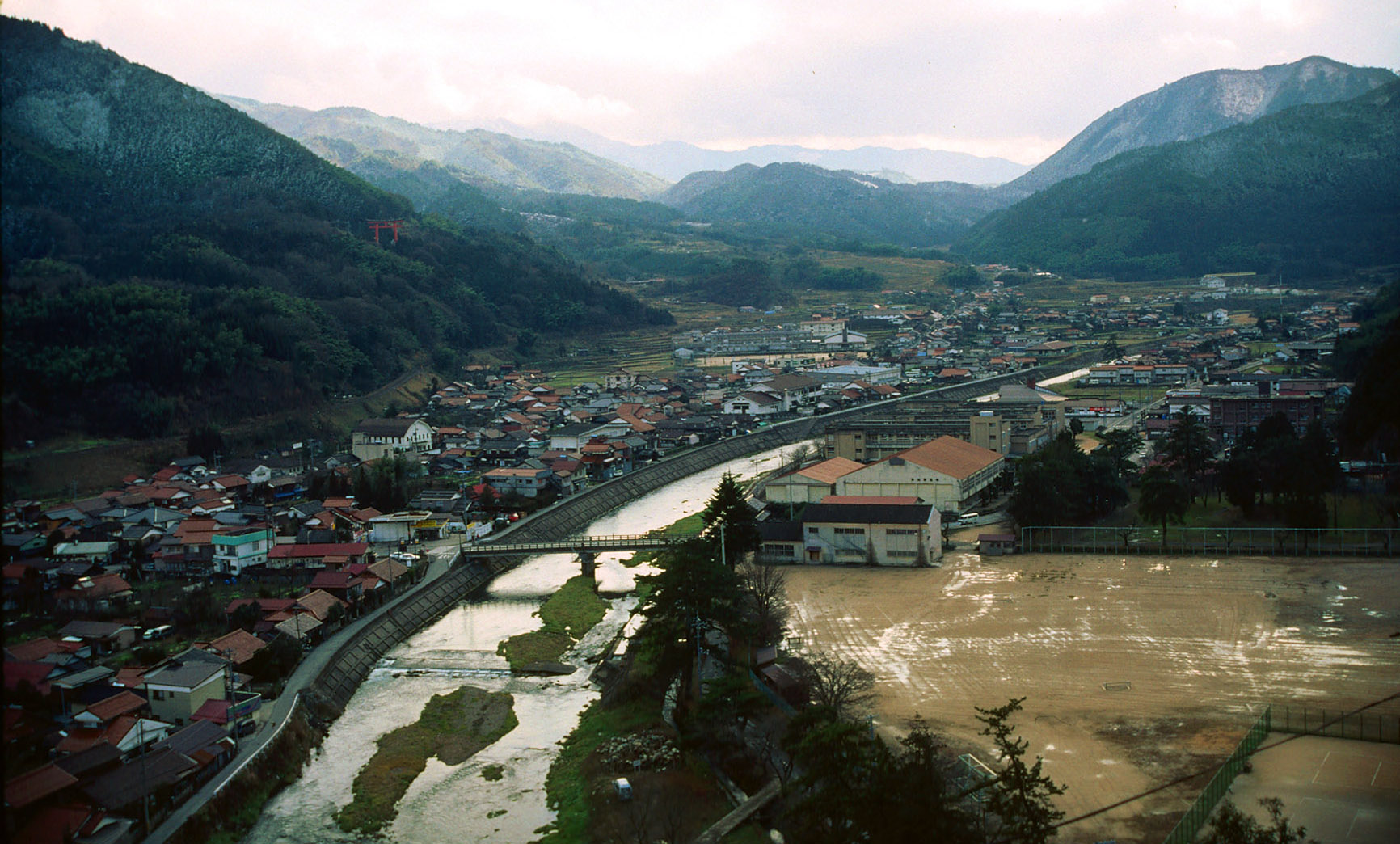
Miasteczko Tsuwano w prefekturze Shimane

W prefekturze Shimane leży osiem miast, największe to Matsue, najmniejsze – Gōtsu. Populacja wielu miast wzrosła na skutek połączenia w 2004/2005 roku.
Miasta prefektury:

- Gōtsu
- Hamada
- Izumo
- Masuda
- Matsue
- Oda
- Unnan
- Yasugi

### Miasteczka i wsie
Liczba miasteczek znacząco spadła na skutek ich administracyjnego łączenia. Jednak do dziś zamieszkuje je 1/3 populacji Shimane.

## Klimat
W prefekturze panuje stosunkowo chłodny klimat. Średnia temperatura wynosi 14,6 °C. Najwyższa średnia jest odnotowywana w sierpniu – 26,3 °C. Średnie roczne opady wynoszą 1799 mm, w porównaniu do Tokio – 1467 mm i Obihiro – 920 mm.

## Demografia
Jedna trzecia populacji przypada na rejon Izumo-Matsue. Dwie trzecie zamieszkuje na wybrzeżu. Jest to spowodowane głównie przez góry Chūgoku. Shimane zamieszkuje największy odsetek osób starszych (64 tys. osób ma ponad 80 lat). Jest to również prefektura o najmniejszej liczbie mieszkańców w całej Japonii.

## Gospodarka
W Shimane największy odsetek ludzi pracuje w sektorze usług, zatrudniającym ponad 600 tys. pracowników. Przykładowymi firmami są Mishimaya i Juntendo. W sektorze przemysłowym pracuje 49 tys. ludzi.

## Transport

### Lotniska

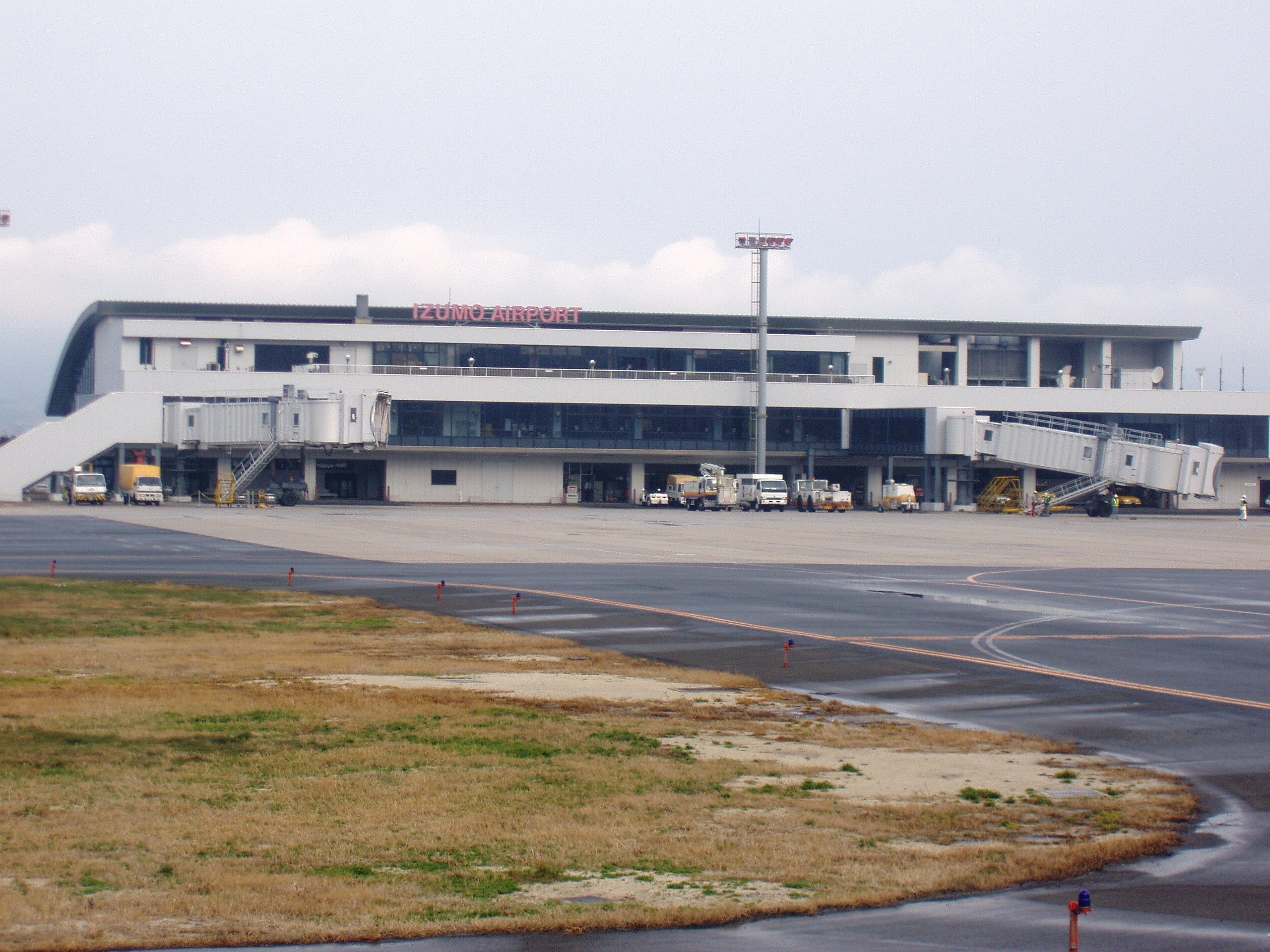
Lotnisko w Izumo

W Shimane znajdują się 3 lotniska. Lotnisko Izumo jest położone w Hikawa. Obsługuje loty do Tokio-Hanedy, Osaki, Fukuoki i Oki. Lotnisko Iwami obsługuje dwa loty dziennie, do Hanedy i Osaki. Lotnisko Oki obsługuje loty do Osaki i Izumo.

### Kolej

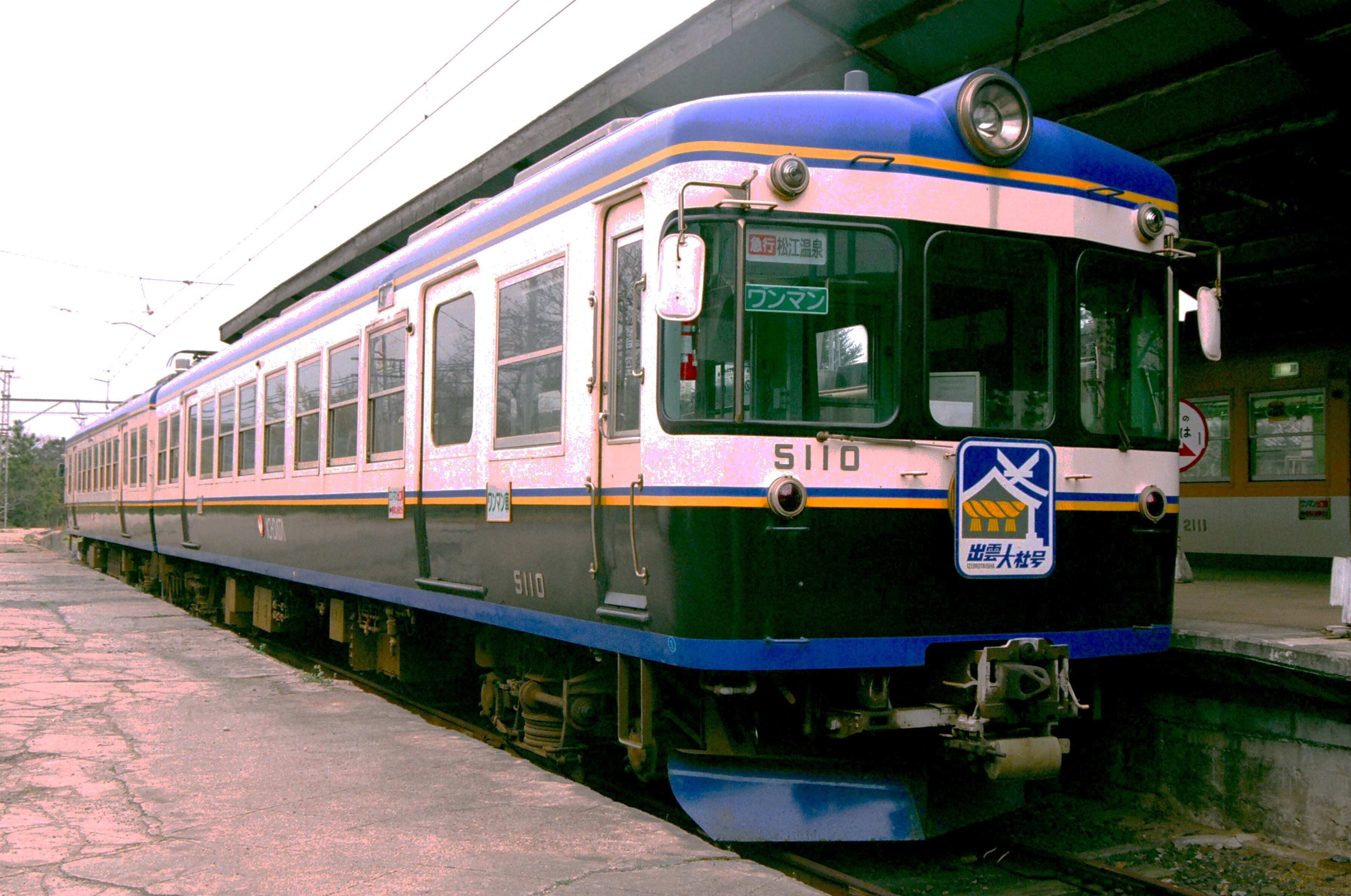
Pociąg na linii Ichibata Electric Railway

Zachodnia JR i Elektryczna Kolej Ichibata obsługują linie kolejowe w prefekturze. Linia główna San’in wiedzie w stronę miast Matsue i Izumo. Stacje Izumoshi i Matsue są głównymi przystankami w prefekturze. Linia Kisuki odłącza się na stacji Shinji i łączy się z linią Geibi w prefekturze Hiroszima przecinając góry Chūgoku.
Zachodnia JR obsługuje 3 pociągi ekspresowe do Shimane: Super Matsukaze, Super Oki i Yakumo.
Zachodnie Koleje Japońskie (西日本旅客鉄道)
- Główna Linia San’in
- Linia Sankō
- Linia Kisuki
- Linia Yamaguchi

Elektryczna Kolej Ichibata (一畑電車株式会社)
- Linia Kita-Matsue
- Linia Taisha

### Autostrady
Cztery autostrady łączą w prefekturze jej główne miasta z innymi prefekturami. Autostrada Matsue łączy Matsue i Yonago w prefekturze Tottori. Autostrada Hamada łączy się autostradą Chūgoku w Kita-Hiroshima.
- Autostrada San’in
- Autostrada Matsue
- Autostrada Hamada
- Autostrada Chūgoku

## Kultura

### Uniwersytety
- Uniwersytet Shimane (Shimane Daigaku) w Matsue i Izumo
- Uniwersytet Prefekturalny Shimane (Shimane Kenritsu Daigaku) w Hamada i Izumo

## Symbole prefektury
Symbolem prefektury jest piwonia drzewiasta (Paeonia suffruticosa), która rośnie na wyspie Daikon od co najmniej XVIII wieku.